# EUMETSAT
EUMETSAT neboli European Organisation for the Exploitation of Meteorological Satellites (Evropská organizace pro výzkum meteorologickými satelity) je mezivládní organizace vytvořená mezinárodní úmluvou 30 evropských států. Úkolem organizace je budování a provozování operativního meteorologického družicového systému pro potřeby zúčastněných států. Sídlem Eumetsatu je Darmstadt v Německu. Oficiálně byla založena v roce 1986.

## Členské státy

Přehled členských zemí EUMETSAT
Členské státy
Přidružené státy

Členské státy jsou: Belgie, Bulharsko, Dánsko, Estonsko, Finsko, Francie, Česká republika, Chorvatsko, Irsko, Island, Itálie, Litva, Lotyšsko, Lucembursko, Maďarsko, Německo, Nizozemsko, Norsko, Polsko, Portugalsko, Rakousko, Rumunsko, Řecko, Slovensko, Slovinsko, Španělsko, Švédsko, Švýcarsko, Turecko a Velká Británie. Přidruženou zemí k organizaci je Srbsko.

## Členství EUMETSATu v dalších organizacích programy a provozované družice
Eumetsat je součástí Koordinační skupiny pro meteorologické družice (Coordination Group for Meteorological Satellites, CGMS) a družice, které provozuje, jsou součástí Globálního systému operativních meteorologických družic (Global System of Operational Meteorological Satellites).
Mezi nejdůležitější programy patří nebo patřili Meteosat Operational Programme (MOP), Meteosat Transition Programme (MTP), Meteosat Second Generation (MSG) a EUMETSAT Polar System (EPS).
Eumetsat provozuje družice Meteosat a Meteosat druhé generace (Meteosat Second Generation, MSG) a připravuje vypuštění družic MetOp a Meteosat třetí generace (Meteosat Third Generation, MTG).

## Historie

### Historie (70. léta)
Před rokem 1976 byl osmi státy Evropy zahájen program Meteosat, program zahájila Evropská vesmírná výzkumná organizace (ESRO, European Space Research Organisation) – předchůdkyně dnešní ESA. V rámci programu bylo vytvořit jednu družici a sadu náhradních součástek. Nakonec bylo ovšem možné vypustit Meteosat-1, -2 a -3.
- 23. listopadu 1977 – byla vypuštěna první geostacionární družice Meteosat. Družice Meteosat-1 byla vynesena raketou Delta z mysu Canaveral a umístěna na předpokládané operativní místo nad rovníkem a nad nultým poledníkem.
- prosinec 1977 – Meteosat-1 se stal součástí operativního systému předpovědi pro mnoho států Evropy
- listopad 1979 – po dvou letech nepřetržitého snímkování (48 snímků denně) selhal předčasně radiometr a to kvůli závadě rezistoru. I když družice pracovala jen krátce, stala se její data nezbytná pro předpověď počasí. Rozběhla se široká diskuze, jak zajistit data dlouhodobě, tak aby byla plně operativní a nepřetržitá.

### Historie (80. léta)
- leden 1981 – Mezivládní konference v Paříži odsouhlasila pokračování programu, jehož plnění má být nadále zajišťováno organizací EUMETSAT (European Organisation for the Exploitation of Meteorological Satellites).
- červen 1981 – vypuštěna družice Meteosat-2 pomocí rakety Ariane 1 (let L03) z Kourou, což znamenalo obnovení činnosti po 20 měsících. Družice byla opět zakotvena na rovníku a nultém poledníku.
- březen 1983 – v očekávání založení a ustavení Eumetsatu Evropská kosmická agentura (ESA) zahajuje Operativní program Meteosatu (MOP, Meteosat Operational Programme). MOP měl zahrnovat sestavení a vypuštění tří nových družic – Meteosat-4, Meteosat-5, Meteosat-6, a veškeré operativní činnosti do listopadu 1995.
- květen 1983 – druhá a poslední Mezivládní konference odsouhlasila text konvence Eumetsatu a formálně ho otevřela ratifikaci pro evropské členské země.
- březen 1984 – Eumetsat byl vyčleněn jako samostatná sekce v rámci Evropské kosmické agentury, což mělo být přípravou pro rychlejší vznik nové organizace.
- říjen 1985 – je ukončován Systém sběru dat (DCS, Data Collection System) na Meteosatu-1. Tento úkol nebyl podporován Meteosatem-2, který poskytoval pouze snímky. DCS nad Atlantikem byl dočasně převzat americkými družicemi jako součást ujednání o spolupráci v rámci CGMS.
- červen 1986 – Konvence Eumetsatu vstupuje v platnost jako mezinárodní smlouva 16 evropských členských států.
- 19. červen 1986 – Eumetsat se stává skutečností. První zasedání Rady Eumetsatu hostila Evropská kosmická agentura v Paříži, kde Rada odsouhlasila umístění centrály v Darmstadtu. Prvním ředitelem byl zvolen pan John Morgan z Velké Británie.
- srpen 1986 – ředitel přijíždí do Darmstadtu a začíná nabírat spolupracovníky. Pracují v dočasné centrále, která je jejich domovem na následujících 9 let.
- leden 1987 – Eumetsat přebírá finanční a programovou zodpovědnost za program MOP. Podle dohody pokračuje ESA v provozu a celkové správě programu pod jménem Eumetsatu.
- červen 1988 – inženýrský konstrukční prototyp družice – model P2 – byl modernizován a vynesen jako Meteosat-3 raketou Ariane let V22. Družice byla bezprostředně dána k dispozici v operativním režimu, zatímco Meteosat-2 byl díky nedostatku paliva již na nevhodné oběžné dráze.
- březen 1989 – byla vypuštěna první operativní družice Eumetsatu Meteosat-4. Družici vynesla raketa Ariane let V29 a stala se základní operativní družicí, zatímco Meteosat-3 12 let starý již při vypuštění byl ponechán jako záložní.

### Historie (90. léta)

#### Historie (90. léta, 1990–1994)
- únor 1991 – první formální vztah se zemí bývalého východního bloku. Smlouva o spolupráci byla ustanovena mezi Eumetsatem a Československem.
- březen 1991 – vypuštěním Meteosatu-5 pomocí nosiče Ariane let V42 získal Eumetsat záruku vysoké úrovně operativního výkonu se dvěma modernizovanými družicemi na oběžné dráze.
- květen 1991 – byl započat přechodový program Eumetsatu (MTP, Meteosat Transition Programme), kterým začal přechod od programu MOP k vývoji Meteosatů druhé generace (MSG). De facto se jednalo o družici Meteosat-7, která byl vypuštěna v roce 1997.
- srpen 1991 – Meteosat-3 byl přesunut nad 50° západní délky, tento přesun byl učiněn v souvislosti se začátkem Euroatlantického datového pokrytí (ADC, European Atlantic Data Coverage), který obvykle zajišťovaly družice Spojených států.
- prosinec 1991 – přestože radiometr Meteosatu-2 byl stále plně funkční, musela být družice po 10 letech na oběžné dráze odsunuta z geostacionární dráhy.
- leden 1992 – po více než roce úspěšných zkoušek byl dán do plného provozu Systém distribuce meteorologických dat (MDD, Meteorological Data Distribution). Meteorologické informace byly spolehlivě přenášeny ze dvou míst – Bracknell ve Velké Británii a Řím v Itálii později Toulouse ve Francii přes družice Meteosat k uživatelům v Africe a jinde ve světě. Do konce 1995 byla data používána 45 zeměmi.
- prosinec 1992 – Rakousko se stává 17. členským státem.
- únor 1993 – Meteosat-3 byl přesunut na 75° západní délky, aby plnil projekt Eumetsatu, ESA a USA nazvaný Rozšířené euroatlantické datové pokrytí (X-ADC, eXtended-Atlantic Data Coverage mission) a nahradil porouchanou americkou družici.
- duben 1993 – uzavřen kontrakt na vystavění nové centrály, sestavený z hlavní budovy (financovaný převážně Německem) a pracovních křídel (financováno členskými státy). Práce započaly ve třetím čtvrtletí.
- listopad 1993 – Meteosat-6 byl úspěšně umístěn na oběžnou dráhu raketou Ariane let V61 a prodělal rozsáhlou vstupní zkušební proceduru. První tři operativní družice podporující veškeré uvedené úkoly a programy jsou v činnosti, ale trpí některými anomáliemi při snímkování. Uvedené problémy mohou být vykompenzovány pozemním softwarem, přesto požadují přepnutí mezi družicemi několikrát za rok, tak aby byl udržen optimální provoz.
- listopad 1993 – bylo dosaženo ujednání o zahájení příprav na program na Polární systém Eumetsatu (EPS, Eumetsat Polar System), který bude plně operativní a bude poskytovat globální data s vysokým rozlišením.
- červen 1994 – bylo dosaženo ujednání o zahájení programu MSG. Ujednání směřuje k vytvoření tří nových družic s novými schopnostmi a operativním 12letým provozem. Tyto družice vytvoří vlajkovou loď a budou poskytovat 20× více informací než Meteosaty první generace.

#### Historie (90. léta, 1995–2000)
- červen 1995 – byla slavnostně otevřena nová centrála a stala se místem 27. zasedání Rady Eumetsatu. Po devíti letech se Eumetsat přesunul do svého trvalého domova.
- červenec 1995 – byla ujednána smlouva mezi Národním úřadem pro oceán a atmosféru (NOAA, National Oceanic and Atmospheric Administration) a Eumetsatem. Smlouva zaručuje trvalý přístup Spojených států ke snímkům družic Meteosatu.
- srpen 1995 – doktor Tillmann Mohr z Německa nastupuje na místo ředitele Eumetsatu a nahrazuje tak dlouholetého šéfa Johna Morgana v jeho úřadu.
- září 1995 – byla provedeno technické zajištění přenosu Snímků s vysokým rozlišením (HRI, High Resolution Image), tak aby byla ochráněna investice členských zemí Eumetsatu. Oprávnění pro příjem dat, mnoho z nich bez poplatku, byla předána 35 dalším zemím (nepočítaje členské země).
- listopad 1995 – Meteosat-3 a Meteosat-4 dočerpávají poslední zbytky zásob paliva a jsou odsunuty z geostacionární dráhy, přičemž obě družice velmi výrazně překonaly svou plánovanou životnost.
- listopad 1995 – nový pozemní segment Eumetsatu přechází do plného operativního provozu. Je zahájeno řízení Meteosatu-5 a Meteosatu-6 z moderních zařízení v Darmstadtu a z nové pozemní stanice ve Fucinu.
- prosinec 1995 – proběhla formální předávací slavnost družic a systému Meteosat Evropskou kosmickou agenturou Eumetsatu a po 18 letech úspěšného řízení týmem Evropského střediska kosmických operací (ESOC, European Space Operations Centre) v Darmstadtu bylo řízení přesunuto do správy Eumetsatu v Darmstadtu.
- září 1997 – Meteosat-7 byl vynesen a umístěn na geostacionární dráhu, tak aby palivo družice umožnilo její činnost přinejmenším do konce roku 2003, čímž by mělo být zajištěno přechodové období k Meteosatům druhé generace.
- červenec 1998 – Meteosat-5 je přesunut na 63° východní délky, tedy nad Indický oceán, aby podpořil INDOEX, mezinárodní vědecký experiment studující atmosférické znečištění, sluneční záření a jejich vztah k množství oblačnosti nad Indickým oceánem. Přesunutí družice započalo již 14. ledna a skončilo 19. května 1998. Data následně poskytovala do konce roku 2003 v rámci služby Datového pokrytí Indického oceánu (IODC, Indian Ocean Data Coverage).
- listopad 1998 – byla podepsána Smlouva o spolupráci (Cooperation Agreement) ve Washingtonu, D.C. mezi Eumetsatem a NOAA. Smlouva pojednává o společně řízeném projektu Prvního společného polárního systému (Initial Joint Polar System).
- červenec 1999 – Slovensko a Maďarsko se staly prvními dvěma spolupracujícími státy Eumetsatu.
- září 1999 – Meteosat-6, který byl v záložním režimu, byl přesunut na poledník procházející Alpskou oblastí a uveden do režimu rychlého snímání (rapid scanning mode), aby byl k dispozici v Alpském mezoměřítkovém programu (MAP, Mesoscale Alpine Programme).
- listopad 1999 – Eumetsat doplňuje a rozšiřuje Konvenci, tak aby odrážela rozvoj programů týkajících se globálního oteplování.
- prosinec 1999 – byla navázána spolupráce mezi Eumetsatem, ESA a Matra Marconi Space týkající se družic MetOp.
- leden 2000 – Polsko se stalo třetí spolupracující zemí Eumetsatu.

### Historie (počátek 21. století)
- leden 2002 – Chorvatsko se stalo čtvrtou spolupracující zemí Eumetsatu.
- červenec 2002 – podepsána Smlouva o spolupráci mezi bývalou Jugoslávií (nyní Srbsko a Černá Hora, 2005). Lucembursko se stalo 18. členským státem Eumetsatu.
- červenec 2002 – byla vypuštěna družice MSG-1 z Kourou.
- 25. září 2002 – Eumetsat převzal úplné řízení družice MSG-1 od ESOC.
- 28. listopadu 2002 – byl ve 12:15 UTC přijat první snímek ve viditelném záření z družice MSG-1 v centrále v Darmstadtu.
- 14. května 2003 – byl od 9 hodin ráno ve čtvrthodinovém kroku započat Vysokorychlostní přenos informací (HRIT, Hight Rate Information Transmission) z přístroje SEVIRI přes EUMETCast.
- červenec 2003 – Slovinsko se stalo šestou spolupracující zemí Eumetsatu.
- srpen 2003 – Rumunsko se stalo sedmou spolupracující zemí Eumetsatu.
- 29. ledna 2004 – se MSG-1 stává operativní. A podle tradice je družice přejmenována na Meteosat-8.
- únor 2004 – Eumetsat pořádá první školení na Středním východě k Meteosatům druhé generace.
- březen 2004 – Početní předpověď počasí (NWP, Numerical Weather Prediction) v systému Využití schopností družic (SAF, Satellite Application facility) se dostal do První provozní fáze (Initial Operations Phase), stalo se to při Met Office ve Velké Británii. Tento systém Využití schopností družic (SAF) zlepší odhady polí teplot, vlhkosti, větru a ozónu.
- duben 2004 – dokončena staniční infrastruktura pro prvotní pozemní příjem dat z Meteosatu první generace.
- duben 2004 – projekt PUMA, program pro využití Meteosatů druhé generace (MSG) v Africe, vstoupil do realizační fáze instalací první přijímací stanice PUMA v Nairobi.
- srpen 2004 – doktor Lars Prahm se stal generálním ředitelem Eumetsatu, a nahradil tak ve funkci Tillmana Mohra.
- listopad 2004 – Eumetsat a ESA podepsali smlouvu o postavení čtvrté družice série MSG, což umožní trvalý příjem meteorologických dat nejméně do roku 2018.
- leden 2005 – Česká republika se stala osmou spolupracující zemí Eumetsatu.
- říjen 2006 – první evropská meteorologická družice s polární drahou – MetOp-A – byla vypuštěna.
- 15. května 2007 – MetOp-A se stává operativní.
- 22. června 2009 – Česká republika podepsala dohodu o plném členství.
- 12. května 2010 – Česká republika se stala členem Eumetsatu.
- 17. září 2012 – MetOp-B byl vypuštěn.
- 24. dubna 2013 – MetOp-B se stává operativní.